# Duilio Del Prete
Duilio Del Prete (Cuneo, 25 giugno 1938 – Roma, 2 febbraio 1998) è stato un attore, cantautore e cabarettista italiano.

## Biografia
Artista «dotato di una rara versatilità, è passato con disinvoltura dal teatro alla musica, dal cinema alla televisione, dal musical al cabaret»: fu anche doppiatore, presentatore e conduttore radiofonico e televisivo e «ha vissuto il suo mestiere con passione civile e tensione culturale».
Figlio di Celestina e Cesare, commercianti di giocattoli a Cuneo, lasciò la città natale dopo la maturità classica, ma arrivò al mondo dello spettacolo dopo aver viaggiato fra Londra, Berlino e soprattutto Parigi, dove visse e dove frequentò Jacques Brel.
Sulla determinazione con cui volle fare l'attore, riferì un episodio emblematico il regista Giuseppe Patroni Griffi, cui lo aveva presentato Nora Ricci, «su pressione di Edmonda Aldini»: una sera davanti al Palazzo Farnese a Roma, Patroni Griffi in modo provocatorio gli disse che se davvero avesse tenuto tanto a fare uno spettacolo con lui si sarebbe dovuto buttare in una delle due fontane della piazza. «Non fu nemmeno possibile trattenerlo – raccontò il regista – in un attimo si tuffò in acqua vestito, con scarpe e tutto, facendo finta di nuotare... ». Nacquero così un'amicizia e una collaborazione artistica durate più di trent'anni, dalla Bottega del caffè del 1967 a Nata ieri del 1996, compresi alcuni film.

### Carriera

#### Attività cinematografica

Duilio Del Prete, a destra, nel ruolo del Necchi, con Ugo Tognazzi e Philippe Noiret, in Amici miei (1975) di Mario Monicelli

Duilio Del Prete è ricordato principalmente per la sua partecipazione a numerosi film della cosiddetta commedia all'italiana, fra cui Alfredo Alfredo (1972) di Pietro Germi e Amici miei (1975) di Mario Monicelli; in quest'ultimo film ha interpretato, doppiato da Luciano Melani, il personaggio del barista Guido Necchi, ruolo che negli altri due film della trilogia di Amici miei sarà invece ricoperto da Renzo Montagnani. Ha lavorato anche all'estero, in L'assassinio di Trotsky (1972) di Joseph Losey, Daisy Miller (1974) e Finalmente arrivò l'amore (1975), entrambi di Peter Bogdanovich. Un ruolo di grande impegno drammatico è stato quello dell'impotente marito di Claude Jade nel film Una spirale di nebbia (1977) di Eriprando Visconti. Ha preso parte anche a fiction televisive, come Doris una diva del regime (1991) e lavorato come doppiatore in un paio d'occasioni.

#### Attività musicale
Ha inciso due 45 giri nell'ambito del gruppo di Cantacronache, entrambi usciti nel 1963. Tra il 1964 e il 1966, oltre a cantarvi le musiche del cantautore belga Jacques Brel, recita nella compagnia stabile del Nebbia Club a Milano, il primo Teatro Cabaret italiano, con Sandro Massimini, Liù Bosisio e Lino Robi. Altre sue produzioni discografiche sono state gli album Dove correte! del 1968, e La bassa landa del 1970. Quest'ultimo album, contenente cover di Brel tradotte in italiano dallo stesso Del Prete, avrà un seguito anni dopo, con l'album doppio Duilio Del Prete canta Brel (pubblicato postumo nel 2002), arrangiato e suonato da Federico Ariano (batteria e percussioni), Nico Comoglio (pianoforte e tastiere) e Fufo Serra (basso e chitarra). Il lavoro di Del Prete sul grande chansonnier belga è completato da un libro uscito per Arcana Editrice, che raccoglie tutti i testi con traduzione a fronte. La stessa "Fondazione Jacques Brel" ha dato l'approvazione ufficiale a queste traduzioni.
Nel 1975, per Finalmente arrivò l'amore e per la relativa colonna sonora, canta vari classici di Cole Porter. Con Angela Denia Tarenzi ha scritto i testi, su musiche di Astor Piazzolla, per l'album Rabbia e Tango di Edmonda Aldini (sua compagna anche nella vita), pubblicato nel 1973 dalla Dischi Ricordi. Ha poi collaborato, nel 1978, alle traduzioni dei testi di Violeta Parra utilizzati nell'opera Canto per un seme (nuova versione del Canto para una semilla, con musiche di Luis Advis, esecuzioni degli Inti-Illimani e di Isabel Parra, e testi recitati in italiano dalla stessa Edmonda Aldini).

#### Attività teatrale
Molto attivo anche nella prosa, dove è stato diretto dai migliori registi del secondo Novecento, come Giorgio Strehler e Luca Ronconi, ha lavorato con grandi colleghe e colleghi: Piera Degli Esposti, Sergio Fantoni, Virginio Gazzolo, Carla Gravina, Andrea Jonasson, Alberto Lupo, Glauco Mauri, Ilaria Occhini, Gianrico Tedeschi, Paola Quattrini, oltre a Edmonda Aldini. È stato, fra l’altro, tra i fondatori, nel 1968, della Comunità Teatrale Emilia Romagna, e nel 1977 ha curato la traduzione è l’adattamento del dramma Confessione scandalosa (The Abdication) di Ruth Wolff, novità assoluta per l’Italia, da lui interpretato insieme alla Aldini, con cui l'ha anche prodotto (attraverso la compagnia da loro stessi fondata, il Gruppo d'Arte Drammatica).

### Morte
È morto a Roma, all'età di 59 anni, dopo una lunga malattia. Nella capitale la camera ardente fu allestita nell'oratorio del Borromini in piazza della Chiesa Nuova, mentre nella città natale l'omaggio al feretro fu nel complesso dell'Annunziata, sul palcoscenico dell'auditorium dove gli allievi dell'Accademia Teatrale Toselli tengono gli spettacoli. Dopo la cremazione, le sue ceneri riposano nel cimitero di San Rocco Castagnaretta, una frazione del comune di Cuneo.

## Vita privata
Duilio Del Prete s'era sposato negli anni sessanta, e da quel primo matrimonio aveva avuto una figlia, Cristiana; dopo il divorzio iniziò, nel 1967, una lunga relazione con la collega Edmonda Aldini. Negli ultimi 20 anni della sua vita è stato legato all'architetto Patrizia Piccioli.

## Curiosità
- Nel 1993, nel periodo del cosiddetto Affare Lady Golpe si presentò ai Carabinieri per riferire una circostanza che riteneva utile, riguardo al terrorista nero Gianni Nardi, ascolano, del quale in quei giorni si metteva in dubbio la morte: Del Prete rivelò che nel 1971, mentre si trovava ad Ascoli Piceno per girare Alfredo Alfredo, aveva visto in locali cittadini Nardi sempre in compagnia di un uomo identico a lui, sia nell'aspetto sia nell'abbigliamento, insomma un sosia.

## La critica
Paolo Petroni, giornalista dell'ANSA e critico teatrale del Corriere della Sera, così si esprimeva in occasione della morte: «Con Del Prete scompare un attore di quelli rari nel panorama italiano d'oggi, adatto a parti brillanti, impegnative, di classe e qualità. Attore moderno e versatile, ma con un'eleganza e un'ironia da protagonista di commedie sofisticate, era erede di un certo cinema americano o, per venire all'Italia, di una scuola che potrebbe far capo al Vittorio De Sica attore. Non era insomma un comico, ma un interprete vero, capace di chiaroscuri drammatici, di quell'intensità che ne facevano sempre un creatore di personaggi umanissimi. Capace di cantare e ballare da professionista.» 
Non a caso ebbe qualche fortuna anche negli Stati Uniti, dove girò due film di Peter Bogdanovich e dove fu ospite più volte di trasmissioni televisive, come il Merv Griffin Show e il Johnny Carson Show.
«Sguardo ironico, figura sottile che emanava una strana energia – scrisse Roberto Rombi su La Repubblica – tra le risorse di attore di Del Prete c'era anche una versatilità rara: era capace, oltre che di cantare, di ballare da professionista.»
«Americaneggiava, tendeva a farsi macchietta. Lui, che era passato attraverso le esperienze più rigorose, si concedeva alla recitazione di genere» lo ricordò Osvaldo Guerrieri: «scanzonato, con un insopprimibile lampo d'ilarità negli occhi, si dava con generosità. Anche troppo.» 
Parole di encomio anche da parte di Tullio Kezich: «Di talento ne aveva da vendere […] forte di una preparazione musicale di eccellente livello, ballava quasi come un professionista, cantava benissimo, parlava l'inglese, era di gradevole aspetto, intelligente e di buona compagnia.»

## Discografia parziale

### Singoli
- 1963 – Cuore della città/Nel mondo dei beati (DNG, GNP 79001)
- 1963 – Quando tornano i ricordi/Vieni ad aspettarmi (DNG, GNP 79003)
- 1969 – L'isola/Pan (Bluebell - Serie OFF, BNO/NP 16101)
- 1970 – La bassa landa/Il galeone (Bluebell - Serie OFF, BNO/NP 16102)

### Album
- 1968 – Dove correte! (Bluebell - Serie OFF, BNO/LP 27)
- 1970 – La bassa landa (Bluebell - Serie OFF, PABNO/LP 101; ristampato con catalogazione ORL 8112)
- 2002 – Duilio Del Prete canta Brel (Ala Bianca, DDCT 128553867-2; doppio CD con registrazioni inedite del 1996)

## Filmografia

### Attore
- I sette fratelli Cervi, regia di Gianni Puccini (1968)
- Commandos, regia di Armando Crispino (1968)
- Tribuna padronale, regia di Ugo Gregoretti – cortometraggio (1971)
- D'amore si muore, regia di Carlo Carunchio (1972)
- L'assassinio di Trotsky (The Assassination of Trotsky), regia di Joseph Losey (1972)
- Alfredo Alfredo, regia di Pietro Germi (1972)
- Il caso Pisciotta, regia di Eriprando Visconti (1972)
- Pianeta Venere, regia di Elda Tattoli (1972)
- La polizia incrimina, la legge assolve, regia di Enzo G. Castellari (1973)
- Le monache di Sant'Arcangelo, regia di Domenico Paolella (1973)
- Senza ragione, regia di Silvio Narizzano (1973)
- Vogliamo i colonnelli, regia di Mario Monicelli (1973)
- Number One, regia di Gianni Buffardi (1973)
- Rappresaglia, regia di George Pan Cosmatos (1973)
- Sessomatto, regia di Dino Risi (1973)
- Il sorriso del grande tentatore, regia di Damiano Damiani (1974)
- Nel mondo di Alice, regia di Guido Stagnaro (1974)
- Daisy Miller, regia di Peter Bogdanovich (1974)
- L'invitto (da I quarantanove racconti di Ernest Hemingway), regia di Gian Pietro Calasso (1975)
- Finalmente arrivò l'amore (At Long Last Love), regia di Peter Bogdanovich (1975)
- Amici miei, regia di Mario Monicelli (1975)
- Divina creatura, regia di Giuseppe Patroni Griffi (1975)
- L'infermiera, regia di Nello Rossati (1975)
- L'Italia s'è rotta, regia di Steno (1976)
- Stato interessante, regia di Sergio Nasca (1977)
- Una spirale di nebbia, regia di Eriprando Visconti (1977)
- L'imbranato, regia di Pier Francesco Pingitore (1979)
- Io zombo, tu zombi, lei zomba, regia di Nello Rossati (1979)
- Nella misura in cui, regia di Piero Vivarelli (1979)
- Augh! Augh!, regia di Marco Toniato (1980)
- On n'est pas des anges... elles non plus, regia di Michel Lang (1981)
- Il regalo (Le cadeau), regia di Michel Lang (1982)
- Mystère, regia di Carlo Vanzina (1983)
- I giorni del commissario Ambrosio, regia di Sergio Corbucci (1988)
- A proposito di quella strana ragazza, regia di Marco Leto (1989)
- Panama Sugar, regia di Marcello Avallone (1990)
- Voci dal profondo, regia di Lucio Fulci (1991)
- Doris una diva del regime, regia di Alfredo Giannetti (1991)
- Mi manca Marcella, regia di Renata Amato (1992)
- Cronaca nera, regia di Faliero Rosati (1992)
- Altrove, regia di Enzo Balestrieri (1995)
- Auguri professore, regia di Riccardo Milani (1997)

### Doppiaggio
- Graham Chapman dei Monty Python nel ruolo di Re Artù
- Andrej Popov in Oblomov

## Doppiatori italiani
- Pino Locchi in Le monache di Sant'Arcangelo, Mystère
- Luciano Melani in Amici miei

## Teatro
- Vita di Dante, regia di Giorgio Prosperi (1964)
- Il grande coltello di Clifford Odets, regia di Anton Giulio Majano, con Edmonda Aldini e Alberto Lupo (1966)
- Cronache dell'Italietta di Ghigo De Chiara e Maurizio Costanzo, con Rita Forzano e Corrado Olmi (1966)
- Musica e lazzi di Giancarlo Sbragia e Cesare Brero, regia di Giancarlo Sbragia, con Edmonda Aldini e Luigi De Filippo (1966)
- Antonello Capobrigante di Ghigo De Chiara, regia di Paolo Gazzara, con Edmonda Aldini, Virginio Gazzolo, Piera degli Esposti (1966)
- La bottega del caffè di Carlo Goldoni, regia di Giuseppe Patroni Griffi, con Isabella Guidotti, Mariano Rigillo, Paolo Panelli e Bice Valori (1967)
- Settanta volte sette di Franco Molè, con Leo De Berardinis e Cosimo Cinieri (1967)
- La duchessa di Urbino di Lope de Vega, regia di Ruggero Jacobbi, con Paola Mannoni, Ernesto Calindri e Diana Torrieri
- Un quarto di vita di Giorgio Gaslini, con Edmonda Aldini e Daisy Lumini (1968)
- Riccardo III di William Shakespeare, regia di Luca Ronconi (1968)
- Orlando furioso di Ludovico Ariosto, regia di Luca Ronconi (1969)
- Noi, due, centomila: 'na storia bella come l'aria fina di Duilio Del Prete ed Edmonda Aldini – vari anni
- Promesse... promesse..., da Neil Simon, regia di Garinei e Giovannini, con Johnny Dorelli e Catherine Spaak (1971)
- Amori miei di Jaja Fiastri, regia di Garinei e Giovannini, con Ornella Vanoni, Erika Blanc (Maria Grazia Buccella nella ripresa) e Gianrico Tedeschi (1975-1976)
- Confessione scandalosa di Ruth Wolff, regia di Giuseppe Patroni Griffi, con Edmonda Aldini, Ezio Marano e Claudia Giannotti (1977)
- A tu per tu di Duilio Del Prete, regia di Edmonda Aldini (1978)
- Minna von Barnhelm, regia di Giorgio Strehler, con Andrea Jonasson, Sergio Fantoni, e Pamela Villoresi (1983) – ripresa TV
- La cosa vera di Tom Stoppard, regia di Lorenzo Salveti, con Sergio Fantoni e Ilaria Occhini (1984)
- Chansonnier, regia di Lorenzo Salveti (1984)
- Tesmoforiazuse di Marisa Malfatti e Riccardo Tortora, da Aristofane, con Maria Grazia Grassini e Geppy Gleijeses (1984)
- Edipo re di Sofocle, con Aldo Reggiani, Renato De Carmine, Francesca Benedetti, 1985
- Vite private di Noël Coward, regia di Vittorio Caprioli, con Geppi Gleijeses e Marisa Malfatti (1985)
- La bella addormentata di Pier Maria Rosso di San Secondo, regia di Lorenzo Salveti, con Paola Quattrini e Maria Grazia Grassini (1986)
- La bella selvaggia di Carlo Goldoni, regia di Sandro Sequi, con Gianni Garko e Franca Tamantini (1987)
- Stella, commedia per amanti di Johann Wolfgang von Goethe, regia di Walter Pagliaro, con Carla Gravina, Glauco Mauri, Micaela Esdra, Ettore Gaipa (1988)
- Geherda di Bertolt Brecht, regia di Rita Tamburi, con Caterina Vertova (1989)
- All you need is love di Pierfrancesco Poggi, con Paola Rinaldi (1990)
- Locale e TAV di Rodolfo Carelli, adattamento e regia di Duilio Del Prete, con Grazia De Marchi (1990)
- Ho le traveggole di Bricaire e Lasaygues, regia di Luigi Tani, con Valeria Ciangottini (1990)
- Visioni di Giacomo Puccini di Gustavo Giardini, regia di Riccardo Bernardini, con Luigi Tani (1990)
- Anfitrione di Heinrich von Kleist, con Isabella Guidotti e Franco Ricordi (anche regista) (1991)
- Gli amici di casa di Carlo Collodi, regia di Antonio Venturi, con Angela Cardile e Giampiero Fortebraccio (1991)
- Il discepolo del diavolo di George Bernard Shaw, regia di Luca De Fusco, con Nello Mascia, Franco Javarone e Mascia Musy (1992)
- Don Giovanni e Faust di Christian Dietrich Grabbe, regia di Franco Ricordi (1992)
- Il corsaro di Fausto Tapergi, da Boccaccio, regia di Marco Carniti, con Arnoldo Foà e Laura Fo (1993)
- Intorno al letto, da Guy de Maupassant, regia di Maddalena Fallucchi, con Valeria Ciangottini, Elisabetta Carta e Pietro Biongi, (1994)
- La barraca dei comici, da Federico García Lorca, regia di Ugo Gregoretti, con Erika Blanc e Mico Cundari (1994)
- Mal-Ben Eventum di Riccardo Tortora, con Ivana Monti (1995)
- Quel delizioso orrore... Farinelli evirato cantore di Sandro Cappelletto e Guido Barbieri, regia di Ezio Alovisi, con Nicholas Clapton (1995)
- Anfitrione di Stelio Fiorenza da Plauto e Molière, regia di Sharoo Kherdadmand (1995)
- Nata ieri di Garson Kanin, regia di Giuseppe Patroni Griffi, con Valeria Marini e Stefano Santospago (1996)
- George Dandin di Molière, regia di Sharoo Kherdadmand (1997)

## Prosa Rai
- Il delitto di Carlo Bertolazzi, regia di Flaminio Bollini, con Carlo Croccolo, Enrico Luzi ed Elio Zamuto (Secondo Programma, 12 luglio 1967)[19]
- La duchessa di Urbino di Lope de Vega, regia di Ruggero Jacobbi e Sergio Velitti, con Paola Mannoni, Ernesto Calindri e Maria Melato (Secondo Programma, 10 dicembre 1967)
- Goldoni e le sue sedici commedie nuove di Paolo Ferrari, regia di Sandro Sequi, con Gastone Moschin, Ferruccio De Ceresa, Nora Ricci e Francesca Benedetti (Secondo Programma, 13 aprile 1973)
- Beatrice Cenci di Alberto Moravia, regia di Marco Leto, con Gianni Santuccio e Nando Gazzolo (Secondo Programma, 5 luglio 1974)
- Dalla vita di un autore di Jean Anouilh, regia di Giuliana Berlinguer, con Milena Vukotic, Arnoldo Foà, Giusi Raspani Dandolo, Marzia Ubaldi e Marisa Fabbri (Secondo Programma, 22 agosto 1975)
- Esuli di James Joyce, regia di Daniele D'Anza, con Lucilla Morlacchi e Alberto Lupo (Secondo Programma, 17 settembre 1976)
- La mandragola di Niccolò Machiavelli, regia di Roberto Guicciardini, con Giuseppe Pambieri, Virginio Gazzolo, Franco Branciaroli ed Elsa Merlini (Rai 2, 29 aprile 1978)
- La bugiarda di Diego Fabbri, regia di Giancarlo Cobelli, con Edmonda Aldini, Pina Cei e Carlo Valli (Rai 2, 28 settembre 1979)
- Il folle amore ovvero la prima sorpresa di André Roussin, regia di Mario Ferrero, con Renzo Palmer, Giovanni Crippa, Susanna Javicoli e Laura Marinoni (Rai 2, 3 ottobre 1982)
- Sinceramente bugiardi di Alain Ayckbourn, regia di Mario Ferrero, con Susanna Javicoli, Giovanni Crippa e Claudia Giannotti, regia di Mario Ferrero, (Rai 2, 31 ottobre 1982)
- Minna von Barnhelm di Gotthold Ephraim Lessing, regia di Giorgio Strehler e Carlo Battistoni, con Andrea Jonasson, Pamela Villoresi e Sergio Fantoni (Rai 2, 8 luglio 1985)
- Nata ieri di Garson Kanin, regia di Giuseppe Patroni Griffi, con Franco Acampora, Kaspar Capparoni, Stefano Santospago e Valeria Marini, regia di Giuseppe Patroni Griffi, (Rai 2, 15 novembre 1997 e 6 marzo 1999)